# Roger Adams
Roger Adams (Boston, 2 de janeiro de 1889 — Urbana, 6 de julho de 1971) foi um químico estadunidense.

## Vida
Durante a Segunda Guerra Mundial trabalhou no Comité de Investigações da Defesa Nacional. Descobriu um substituto da cocaína, o «butyne» (gás butino), um gás «sternutator» produtor de espirros, entre outros; porém, a sua fama deve-se ao seu trabalho como coordenador de duas obras fundamentais para a investigação em química orgânica: Organic Synthesis (47 vols.) e Organic Reactions (12 vols.)